# Mohamed Hammed
Mohamed Hammed (arabe : محمد حميد), né le 23 septembre 1987, est un archer tunisien.

## Carrière
Il est médaillé d'argent en arc classique individuel et par équipes aux Jeux africains de 2019 à Rabat.
Il remporte la médaille de bronze en arc classique individuel ainsi qu'en arc classique par équipe aux championnats arabes 2021 à Radès.
Il participe aux Jeux olympiques de 2020 à Tokyo.
Il est médaillé de bronze en arc classique individuel et par équipe mixte avec Zeineb Hazel aux championnats d'Afrique 2022 à Pretoria.